# Anarchoprimitivismus

Černo zelená vlajka anarcho-primitivistů

Anarchoprimitivismus je směr anarchismu kritizující původ a vývoj civilizace.

## Charakteristika
Primitivisté tvrdí, že změna z lovecko-sběračské k zemědělské formě obživy přinesla s sebou společenskou stratifikaci, násilné ovládání lidí a vzájemné odcizení. Řešením má být návrat k předmoderním prvkům způsobu života skrze de-industrializaci, zrušení specializace a dělby práce, opuštění od technologie i zrušení povinného státem oktrojovaného systému vzdělání. Ne všichni primitivisté vycházejí z anarchismu.
Někteří vidí kořen zla civilizace v průmyslové revoluci, jiní zase poukazují na problematické důsledky monoteismu, gramotnosti, používání kovových nástrojů, atp. Odcizení vůči přírodě a shromažďování nadbytečných majetkových rezerv je také částí této kritiky. Inspiraci primitivisté hledají v soudobých kulturně-antropologických a archeologických zjištěních o předmoderních společnostech.